# Parg
Pour l’article homonyme, voir Parg (chanteur) pour le chanteur arménien.
Parg est une localité de Croatie située dans la municipalité de Čabar, dans le comitat de Primorje-Gorski Kotar. En 2001, la localité comptait 99 habitants.

## Démographie
| 1948 | 1953 | 1961 | 1971 | 1981 | 1991 | 2001 |
| ---- | ---- | ---- | ---- | ---- | ---- | ---- |
| 116  | 118  | 115  | 90   | 97   | 104  | 99   |